# Benedict Mason
Benedict Mason (* 23. Februar 1954) ist ein britischer Komponist.

## Leben und Werk
Mason studierte von 1971 bis 1975 am King’s College an der University of Cambridge, und zwischen 1975 und 1978 war er Student am Royal College of Art im Fach Filmstudien. Erst Anfang 30 begann er zu komponieren, und sein erstes Werk (Hinterstoisser Traverse, 1986) fand Beachtung innerhalb der europäischen Neue-Musik-Szene.
Seine frühen Kompositionen haben einen Hang zur Postmoderne, aber Mason entwickelte später ein Interesse an polyrhythmischer Musik. In Double Concerto lässt sich eine gewisse stilistische Affinität zu den späten Werken György Ligetis finden. Neuere Kompositionen richten sich auf die räumliche Dimensionen von Musik aus – so etwa seine Reihe Music for Concert Halls. 
Mason komponiert in verschiedenen Gattungen. Seine Fußball-Oper Playing Away, mit einem Libretto von Howard Brenton, wurde von der Münchener Biennale in Auftrag gegeben und 1994 von der Opera North uraufgeführt.
1992 wurde Mason der Förderpreis des Siemens Musikpreises der Ernst von Siemens Musikstiftung verliehen.

## Weiterführende Literatur
- Malcolm Miller: Mason, Benedict. In: Ludwig Finscher (Hrsg.): Die Musik in Geschichte und Gegenwart. Zweite Ausgabe, Supplement für beide Teile. Bärenreiter/Metzler, Kassel u. a. 2008, ISBN 978-3-7618-1139-9 (Online-Ausgabe, für Vollzugriff Abonnement erforderlich)
- Richard Toop: Mason, Benedict. In: Grove Music Online (englisch; Abonnement erforderlich).
- Benedict Mason im Munzinger-Archiv, abgerufen am 23. Oktober 2018 (Artikelanfang frei abrufbar)
- Michael Kennedy, Joyce Bourne Kennedy: The Oxford Dictionary of Music. Oxford University Press, Oxford 2006, ISBN 0-19-861459-4.
- Richard Toop: Forschung, Formung, Fantasie: Der britische Komponist Benedict Mason. In: Neue Zeitschrift für Musik. Nr. 6, 2004, ISSN 0170-8791, S. 58–59.